# Eleição municipal de Paragominas em 2016
A eleição municipal de Paragominas em 2016 foi realizada para eleger um prefeito, um vice-prefeito e 13 vereadores no município de Paragominas, no estado brasileiro do Pará. Foram eleitos Paulo Pombo Tocantins (Partido da Social Democracia Brasileira) e Mozimeire Pereira de Souza Costa para os cargos de prefeito(a) e vice-prefeito(a), respectivamente. 
Seguindo a Constituição, os candidatos são eleitos para um mandato de quatro anos a se iniciar em 1º de janeiro de 2017. A decisão para os cargos da administração municipal, segundo o Tribunal Superior Eleitoral, contou com 67 945 eleitores aptos e 12 419 abstenções, de forma que 18.28% do eleitorado não compareceu às urnas naquele turno. 

## Resultados

### Eleição municipal de Paragominas em 2016 para Prefeito
A eleição para prefeito contou com 2 candidatos em 2016: Paulo Pombo Tocantins do Partido da Social Democracia Brasileira, João Bosco Silva Almeida do Movimento Democrático Brasileiro (1980) que obtiveram, respectivamente, 34 375, 17 820 votos. O Tribunal Superior Eleitoral também contabilizou 18.28% de abstenções nesse turno. 
| Candidato(a)                   | Vice                             | Coligação                   | Votos recebidos | Percentual |
| ------------------------------ | -------------------------------- | --------------------------- | --------------- | ---------- |
| Paulo Pombo Tocantins (PSDB)   | Mozimeire Pereira de Souza Costa | Paragominas Cada Vez Melhor | 34375           | 65.86%     |
| João Bosco Silva Almeida (MDB) | Jeferson Gotardo Pancieri        | Paragominas Pode Mais       | 17820           | 34.14%     |

### Eleição municipal de Paragominas em 2016 para Vereador
Na decisão para o cargo de vereador na eleição municipal de 2016, foram eleitos 13 vereadores com um total de 53 190 votos válidos. O Tribunal Superior Eleitoral contabilizou 961 votos em branco e 1 375 votos nulos. De um total de 67 945 eleitores aptos, 12 419 (18.28%) não compareceram às urnas .
| Nome                             | Partido político                               | Coligação                           | Votos recebidos | Percentual |
| -------------------------------- | ---------------------------------------------- | ----------------------------------- | --------------- | ---------- |
| Hesio Moreira Filho              | Partido da República (PR)                      | Paragominas em Boas Mãos            | 1779            | 3.34%      |
| Mauro Roberto Dias de Oliveira   | Partido Republicano Progressista (PRP)         | Juntos por uma Nova Política        | 1477            | 2.78%      |
| Antonio Batista Oliveira Lopes   | Partido Democrático Trabalhista (PDT)          | Pelo Trabalho da Mobilização Social | 1401            | 2.63%      |
| Denise Terezinha Gabriel         | Partido da Social Democracia Brasileira (PSDB) | Paragominas em Boas Mãos            | 1393            | 2.62%      |
| Alice Tatiane de Almeida Leandro | Progressistas (PP)                             | Todos por Paragominas               | 1363            | 2.56%      |
| Manoel Brasilino da Fonseca      | Partido da República (PR)                      | Paragominas em Boas Mãos            | 1346            | 2.53%      |
| Vera Lucia Flores da Vera Cruz   | Partido Social Cristão (PSC)                   | Pelo Trabalho da Mobilização Social | 1294            | 2.43%      |
| João de Castro Glória            | Movimento Democrático Brasileiro (MDB)         | Todos por Paragominas               | 1227            | 2.31%      |
| Tatiane Helena Soares            | Democratas (DEM)                               | Paragominas em Boas Mãos            | 1194            | 2.24%      |
| Fabiana Santos Silva             | Partido Republicano Progressista (PRP)         | Juntos por uma Nova Política        | 1155            | 2.17%      |
| Antonio Ailton Dias Mendes       | Partido Republicano da Ordem Social (PROS)     | Juntos por uma Nova Política        | 976             | 1.83%      |
| David Sodre Honorato             | Partido Socialista Brasileiro (PSB)            | Unidos por uma Reforma Politica     | 945             | 1.78%      |
| Francisco Lopes da Silva         | Partido Social Democrático (PSD)               | Paragominas Vem com a Gente         | 613             | 1.15%      |